# Christita
La christita és un mineral de la classe dels sulfurs. Rep el nom en honor de Charles Louis Christ (12 de març de 1916, Baltimore, Maryland, EUA - 29 de juny de 1980, Palo Alto, Califòrnia, EUA), mineralogista de l'Estudi Geològic dels Estats Units, en reconeixement de les seves "destacades contribucions en els camps de la cristal·lografia, la mineralogia i la geoquímica".

## Característiques
La christita és una sulfosal de fórmula química TlHgAsS₃. Va ser aprovada com a espècie vàlida per l'Associació Mineralògica Internacional l'any 1976, sent publicada per primera vegada un any més tard. Cristal·litza en el sistema monoclínic. La seva duresa a l'escala de Mohs es teoba entre 1 i 2.
Segons la classificació de Nickel-Strunz, la christita pertany a «02.HD: Sulfosals de l'arquetip SnS, amb Tl» juntament amb els següents minerals: lorandita, weissbergita, jankovicita, rebulita, imhofita, edenharterita, jentschita, hutchinsonita, bernardita, sicherita i gabrielita.
L'exemplar que va servir per a determinar l'espècie, el que es coneix com a material tipus, es troba conservat al Smithsonian.

## Formació i jaciments
Va ser descoberta a la mina d'or de Carlin, al districte miner de Lynn, dins el comtat d'Eureka (Nevada, Estats Units). També ha estat descrita en altres indrets del mateix estat de Nevada, així com a Macedònia del Nord, l'Iran, Rússia i la República Popular de la Xina.